# S.W.A.T.
『S.W.A.T.』（スワット、S.W.A.T.）は、2003年公開のアメリカ合衆国のアクション映画。1970年代に同国で製作されたテレビドラマシリーズ『特別狙撃隊S.W.A.T.』のリメイク作品。
題名通り、SWATに所属している警察官の活躍を描く。SWATの新チーム結成と訓練をリアルに描写する前半と、麻薬王の護送任務に端を発する大がかりな市街戦が展開される後半との二部が描かれる。

## あらすじ
ロサンゼルスで自動小銃で武装した銀行強盗事件が発生し、パトロール警官だけでは対処できないため、ロサンゼルス市警察はSWATを出動させる。警察は交渉人を使った解決を第一に考え、SWAT隊員を要所に配置し建物を封鎖した上で電話による交渉を始める。ところが配置についていた隊員の一人であるギャンブル巡査は、一緒に行動していた同僚のストリート巡査の忠告も聞き入れず、待機命令を無視して独断で店内に進入してしまう。そして突入部隊への射撃許可が出ていないにもかかわらず勝手に犯人に向け発砲し、しかも人質の女性を誤射して負傷させる。ギャンブルに引きずられるように行動したストリートが犯人を銃で制圧し、なんとか事件は解決したものの、命令無視と人質を負傷させた責任は重かった。SWATの責任者であるフーラー警部は二人を呼び出し、その責任について厳しく問い詰める。二人の直接の上司であるベラスケス警部補がフーラーに嘆願し、SWATからは外されずスカンクワークス（武器庫の管理及び銃器調整、オリジナル装備開発担当）への異動という寛大な処分になったが、ギャンブルはこれを不服として警察を依願退職する。一方ストリートは左遷を受け入れ警察に残るが、自分と一緒に警察を辞めなかった彼をギャンブルは「SWATに戻るために俺を売った」とストリートを責め、二人の友情もそこで終わる。
ストリートがスカンクワークスで働き始めて半年後、ホンドーことダン・ハレルソン巡査部長がチューンナップを頼むためにSWATにやってくる。ホンドーは海兵隊フォース・リーコン隊員としてベトナム戦争に出征した経験を持ち、かつてSWAT隊員であったが、フーラーとの対立の末にSWATをやめた経緯があった。しかし警察、とりわけSWATに対する非難が相次いでいることから、てこ入れとして再び呼び戻されたのだ。ホンドーはパトロール警官のディークとサンチェスをスカウトし、それに現隊員のボクサーとT.J.、隊員に復帰させたSEALs出身のストリートで自分が指揮する突入班を作ろうとする。彼らは厳しい訓練と試験を乗り越え、正式にSWATの突入班として認められた。
同じ頃、フランスからロサンゼルスにやってきた麻薬組織のボスの息子・アレックスは、組織の金を横領したLA在住の叔父を殺害し、組織を自分の支配下に置く。その後叔父の車に乗って市内を移動していると、たまたま車のテールランプが故障していたことから白バイ警官の職務質問を受ける。警官がナンバーを照会すると叔父に逮捕状が出ていたことがわかり、その車を運転していたアレックスは警察署に連行され、そのまま身柄を拘束される。偽造パスポートを所持していたため彼の本当の身元が判明せず、拘束期間は延び続けた。やがて業を煮やしたアレックスは、部下を使って脱獄することを思いつく。
それからしばらく後。ホンドーの突入班が、パンツ一枚で散弾銃を乱射しながら住居に立てこもる男の逮捕に見事成功した直後、ベラスケスが新たな任務を命令する。アレックスの身元がついに判明し、彼が国際指名手配中の麻薬組織の幹部であることがわかったのだ。その時アレックスはロサンゼルス郡保安局の護送車に乗せられ移動中だった。ホンドーらはこの護送車と合流し、彼の身柄を引き受けて連邦刑務所に移送することになった。しかし既にアレックスは部下に手を回し、市警察に偽装した彼の部下が護送車からボスを取り戻そうとしていた。本物のロス市警察と勘違いした保安官は護送車を停止させてしまい、部下らは銃で保安官を射殺、アレックスを連れ出した。まさしくその時、ホンドーらが護送車に追いつく。路肩に並んで停止しているパトカーと護送車に警戒しつつ近づくと、偽警官の男がサブマシンガンをホンドーらに向けて発砲する。すぐに応戦し偽警官らは制圧され、偽パトカーで逃げようとしていたアレックスも逮捕される。
一時拘留のため市警察に連れてこられたアレックス。テレビのリポーターがフェンス越しにインタビューを試みると、アレックスはテレビカメラに向かって「俺を逃がしてくれた者には1億ドル出す」と公言。このコメントがテレビを通じて大々的に報道されてしまい、それを見て真に受けた悪人どもはアレックス奪取のために蠢動し始める。そして1億ドル目当てのギャング集団と、ホンドーらSWATの「戦争」が始まった。

## 登場人物・キャスト
“ホンドー”ダン・ハレルソン
演 - サミュエル・L・ジャクソン
SWATのリーダー。階級は巡査部長。元海兵隊。完璧なプロ意識を持つが部下に呼び捨てで呼ばせるなど分け隔てない性格。ベトナムで偵察部隊を2年努め、その後教官を4年勤めた。世間からの評判が悪くなったSWATの名誉回復のために上層部からSWATのリーダーとして任命される。
ジム・ストリート
演 - コリン・ファレル
SWAT隊員。海軍特殊部隊にも籍を置いた過去がある。相棒のギャンブルが起こした事故が原因で左遷されるが、ホンドーの働きかけでSWATに復帰する。
クリス・サンチェス
演 - ミシェル・ロドリゲス
SWAT隊員。シングルマザー。本庁に4年勤務して、スワットの試験に3回合格したが、そのたびにフーラーに拒否されていた。気が強い。テキーラが嫌い。
“ディーク”ディーコン・ケイ
演 - LL・クール・J
SWAT隊員。陽気な性格。妻子持ち。父親は料理上手。
マイケル・ボクサー
演 - ブライアン・ヴァン・ホルト
SWAT隊員。ストリートの元彼女の兄。このことから当初はストリートに冷たく接する。妻と娘がいる。アレックスの護送中にギャンブルに撃たれる。
T・J・マッケイブ
演 - ジョシュ・チャールズ
SWAT隊員。狙撃手。ストリートとギャンブルとは物語開始前からの付き合い。ギャンブルと手を組み、アレックスの護送中に警察を裏切る。
ブライアン・ギャンブル
演 - ジェレミー・レナー
元SWAT隊員。ストリートの元同僚であり親友でもあったが、攻撃的な性格ゆえに作戦に支障をきたした自分に非があり、それでいて寛容な措置で解雇されなかったにもかかわらず、納得がいかないとSWATを自主退職し、自分と一緒に辞めなかったストリートを逆恨みする。その後は無法者とつるむようになる。アレックスの「逃がしてくれたら1億ドル払う」というニュースに乗り、犯罪者たちと共に暴走する。
アレックス・モンテル
演 - オリヴィエ・マルティネス
麻薬王。彼が捕まり、その様子を映し出されたニュースで「逃がしてくれたら1億ドル払う」と告げたことが大騒動の始まりとなる。父親を引退させて今の地位に就いた。指名手配されている叔父の車を用いて逮捕されるなど、非常に詰めが甘い。
グレッグ・ベラスケス
演 - レグ・E・キャシー
ストリートとホンドーの上司。階級は警部補。ギャンブルの起こした事故の罰を軽くしてくれるなど部下に優しい性格で、ホンドーの友人でもある。
トーマス・フーラー
演 - ラリー・ポインデクスター
ストリートとホンドーの上司。階級は警部。平和を守る正義感はあるが日和見の気があり、ホンドーとストリートのことが気にくわないでいる。逆にホンドーのほうも｢小役人」とフーラーを蔑んでいる。
トラヴィス
演 - ペイジ・ケネディ
スワット除隊後のギャンブルの仲間
GQ
演 - ドメニク・ランバルドッツィ
エド・テイラー
演 - ジェフ・ウィンコット
マーティン・ガスコイン
演 - ケン・デイヴィシャン
アレックスの叔父。組織の金を横領した咎でアレックスに殺される。
ガス
演 - ジェームズ・デュモン
スカンク・ワークの職員。妻がいる。

## 日本語吹替
| 役名                       | 俳優                       | 日本語吹替                        | 日本語吹替                                     |
| 役名                       | 俳優                       | ソフト版                          | 日本テレビ版                                   |
| -------------------------- | -------------------------- | --------------------------------- | ---------------------------------------------- |
| “ホンドー”ダン・ハレルソン | サミュエル・L・ジャクソン  | 大塚明夫                          | 玄田哲章                                       |
| ジム・ストリート           | コリン・ファレル           | 森川智之                          | 竹若拓磨                                       |
| クリス・サンチェス         | ミシェル・ロドリゲス       | 朴璐美                            | 安藤麻吹                                       |
| “ディーク”ディーコン・ケイ | LL・クール・J              | 山野井仁                          | 西凜太朗                                       |
| マイケル・ボクサー         | ブライアン・ヴァン・ホルト | 古田信幸                          | 金尾哲夫                                       |
| ブライアン・ギャンブル     | ジェレミー・レナー         | 高木渉                            | 桐本琢也                                       |
| T・J・マッケイブ           | ジョシュ・チャールズ       | 青山穣                            | みやざこ夏穂                                   |
| アレックス・モンテル       | オリヴィエ・マルティネス   | 咲野俊介                          | 成田剣                                         |
| グレッグ・ベラスケス       | レグ・E・キャシー          | 大川透                            | 小島敏彦                                       |
| トーマス・フーラー         | ラリー・ポインデクスター   | 田原アルノ                        | 江原正士                                       |
| ハワード                   | デニス・アーント           | 長島雄一                          | 岩田安生                                       |
| ガス                       | ジェームズ・デュモン       | 遠藤純一                          | 天田益男                                       |
| マーティン・ガスコイン     | ケン・デイヴィシャン       | 長島雄一                          | 魚建                                           |
| トラビス                   | ペイジ・ケネディ           | 竹田雅則                          | 大黒和広                                       |
| SWATトラックドライバー     | スティーヴ・フォレスト     | 長島雄一                          |                                                |
| 日本語版制作スタッフ       |                            |                                   |                                                |
| 演出                       | 演出                       | 伊達康将                          | 松川陸                                         |
| 翻訳                       | 翻訳                       | 菊地浩司（字幕） 松崎広幸（吹替） | 松崎広幸                                       |
| 調整                       | 調整                       | 金谷和美                          | 金谷和美                                       |
| 制作                       | 制作                       | 東北新社                          | ACクリエイト                                   |
| 初回放送                   | 初回放送                   |                                   | 2006年4月21日 『金曜ロードショー』 21:03-22:54 |

2012年8月1日に『水曜プレミアシネマ』で放送された際、公式サイトやデータ放送ではテレビ版のキャストが表記されていたがこれは誤りで、実際に放送されたのはビデオ版の音源だった。

## スタッフ
- 監督：クラーク・ジョンソン
- 製作：ニール・H・モリッツ、ダン・ハルステッド、クリス・リー
- 原案：ロン・ミタ、ジム・マクレイン
- 脚本：デヴィッド・エアー、デヴィッド・マッケンナ
- 撮影：ガブリエル・ベリスタイン
- 編集：マイケル・トロニック
- 音楽：エリオット・ゴールデンサール

## 作品解説

### 冒頭の銀行強盗事件
冒頭の銀行強盗事件は、実際に起こったノースハリウッド銀行強盗事件に基づいて作られたシーンである。
1997年2月28日午前9時15分、2名の銀行強盗、ラリー・フィリップスとエミール・マタサリーニュがノースハリウッドにあるアメリカ銀行支店に押し入り、その後携行していたルーマニア、及び中国・ノリンコ（中国北方工業公司）製56式自動歩槍を発砲しながら逃走。犯人グループは比較的貫通力の高いフルメタルジャケット弾（軍用としては一般的であり、特別な物ではない。市販もされている）を装填していた。フィリップスとマタサリーニュは警察に射殺されたものの、犯人の発砲により12名の警察官と2名の民間人が負傷した。
この事件は防弾チョッキと56式自動歩槍で武装した犯人の火力に対し、警官が装備する拳銃と、パトカー毎に配備するショットガンでは、射程の短さや貫通力の弱さでアサルトライフルに対抗するのは困難であるという教訓を与えた。（手足にも防弾チョッキを加工した物を巻き付けているため被弾しても致命傷にならず反撃してきた）これにより全米の各警察でパトロール警官の装備見直しが行われ、今はM16クラスのアサルトライフルやサブマシンガンをパトカーに配備する警察もある。

### 作品の小ネタ
テレビドラマシリーズ『特別狙撃隊S.W.A.T.』のオリジナル版のキャストだったスティーヴ・フォレストとロッド・ペリーがカメオ出演している。また、突入班発足を祝うパーティの場面で、「明日からはSWATだ」というセリフの後、テレビシリーズのテーマ曲「反逆のテーマ」("Theme from S.W.A.T.") を口ずさむシーンがある。

## 日本公開時のキャンペーン
日本での公開開始は2003年9月27日であったが、公開開始から4週間は「中1映画デビュー応援キャンペーン」として、生徒手帳で中学1年生であることを示せば全国の映画館で無料で鑑賞することができた。

## 続編作品
- S.W.A.T. 闇の標的（英語版）（2011年）
- S.W.A.T. アンダーシージ（英語版）（2017年）